# 切利诺阿塔纳西奥
切利诺阿塔纳西奥（義大利語：Cellino Attanasio），是意大利泰拉莫省的一个市镇。总面积43平方公里，人口2671人，人口密度62.1人/平方公里（2009年）。ISTAT代码为067015。